# Gaius Cornelius Lucretianus
Gaius Cornelius Lucretianus war ein Angehöriger des römischen Ritterstandes (Eques).
Durch eine Inschrift, die bei Luxor gefunden wurde, ist belegt, dass Lucretianus Präfekt einer Cohors VII Ituraeorum war. Laut John Spaul war er Präfekt der Cohors III Ituraeorum.